# Шостак, Иван Андреевич
Иван Андреевич Шостак (?—1804) — капитан 1 ранга, герой русско-турецкой войны 1787—1792 годов.

## Биография
Год рождения его неизвестен. Образование получил в Морском кадетском корпусе, куда поступил 2 сентября 1780 года, и в мичманы произведен через пять лет.
В 1787 году, командуя судном «Лебедь», сопровождал императрицу Екатерину II в плавании по Днепру от Киева до Кондакова и в том же году произведён был в лейтенанты, а в следующем, командуя шлюпкой № 4 в эскадре принца Нассау-Зигена, участвовал в сражениях с турецким флотом в Чёрном море, за что получил чин капитан-лейтенанта.
В 1790 году, командуя дубель-шлюпкой № 5, перешёл с гребной флотилией в Дунай и участвовал при овладении Сулинскими гирлами и турецкими крепостями Тулча и Исакча, причём взял в плен два военных лансона. Командуя потом отрядом гребного флота под Измаилом, участвовал в штурме этой крепости и награждён был при похвальном листе золотым знаком. Кроме того, 29 февраля 1792 года он был награждён орденом св. Георгия 4-й степени
За мужественные и храбрые поступки, оказанные в сражениях с неприятелем, а особливо при штурме крепости Измаила.
В следующем году, командуя той же шлюпкой и отрядом гребного флота, перешёл из Галаца к Браилову и участвовал в бомбардировании этой крепости.
В 1793—1798 годах плавал по Чёрному морю, командуя разными судами. В 1798 году, командуя фрегатом «Григорий Великий» в эскадре вице-адмирала Ф. Ф. Ушакова, прибыл в Константинополь для военных действий против французов; будучи затем послан в Архипелаг к острову Идра, принял под своё командование отряд из шести судов (двух русских и четырёх турецких), с которым атаковал и взял с боя крепости на островах Цериго и Занте. За первое дело награждён был орденом св. Анны 2-й степени, а за второе — чином капитана 2-го ранга.
После этого, будучи в отряде капитана Селивачева и затем в эскадре вице-адмирала Ушакова, участвовал в блокаде острова Корфу. В следующем году перешёл с порученным ему отрядом в Адриатическое море на соединение с эскадрой капитана Сорокина, крейсировал затем вдоль итальянского берега и участвовал при изгнании французов из южной Италии и восстановлении там королевской власти.
За эти дела награждён был орденом св. Иоанна Иерусалимского и ежегодной пенсией в 500 руб. В капитаны 1-го ранга Шостак произведен был в 1801 г.
Через три года, получив в командование корабль «Тольская Богородица», стоял 8 декабря на якоре у берегов Мингрелии в Чёрном море, против реки Копи; вследствие сильного шторма судно надрейфовало, несмотря на спущенный рангоут, и брошенный наконец в буруны корабль потерпел крушение, причем Шостак утонул.